# 嚴曾榘
嚴曾榘（?—?），字矱菴，號柱峯。浙江餘姚縣（今餘姚市）人。清朝政治人物。

## 生平
康熙三年（1664年）中式甲辰科進士。選翰林院庶吉士，散館改御史。官至兵部侍郎。

## 家族
父嚴沆，翰林。